# Ludwig Ingwer Nommensen
Ludwig Ingwer Nommensen (6. února 1834, poloostrov Nordstrand – 23. května 1918, Sigumpar v oblasti Toba) byl německý luterský misionář mezi Bataky na Severní Sumatře; založil tam Batackou křesťanskou protestantskou církev a zastával úřad jejího efora.
Mezi Bataky působil od roku 1862 do své smrti. V roce 1878 dokončil překlad Nového zákona do batačtiny. Jeho misie měla mimořádný úspěch – když umíral, patřilo do jím založené batacké církve kolem 180 tisíc lidí. Dodnes je nazýván „otcem Bataků“.